# Lemon Drop Martini
Il Lemon Drop Martini, anche noto semplicemente come Lemon Drop, è un cocktail a base di vodka preparato con succo di limone, triple sec e sciroppo di zucchero. È stato descritto come una variante del Vodka Martini. È un cocktail ufficiale IBA dal 2011.

## Storia
Il cocktail è stato inventato negli anni 1970 da Norman Jay Hobday, fondatore e proprietario dell'Henry Africa's, un bar nel quartiere di Russian Hill a San Francisco, in California, aperto nel 1969. Veniva originariamente servito in una coppetta da cocktail. Il nome del cocktail deriva probabilmente dall'omonima caramella inglese, chiamata appunto lemon drop. Dopo la sua invenzione, il cocktail si è diffuso rapidamente in vari locali di San Francisco. Nei primi anni 1990, il cocktail era spesso preparato come chupito o servito in un cicchetto.

## Composizione

### Ingredienti
La ricetta ufficiale IBA del 2011 prevede i seguenti ingredienti:
- 2,5 cl di vodka al limone
- 2 cl di triple sec
- 1,5 cl di succo di limone fresco

### Preparazione
Raffreddare una coppetta da cocktail riempiendola con del ghiaccio, dopodiché rimuovere il ghiaccio e applicare una crusta di zucchero sul bordo del bicchiere. Shakerare gli ingredienti in un mixing-glass e versare il cocktail nel bicchiere. Decorare con una fetta di limone.

## Varianti
Alcune varianti del Lemon Drop prevedono l'utilizzo di mirtilli o lamponi e di qualità di vodka ai rispettivi gusti. Il cocktail viene decorato con tali bacche o con il limone. Un Lemon Drop al mirtillo può essere preparato pestando i mirtilli, mentre un Lemon Drop al lampone può essere preparato passando o tritando i lamponi.

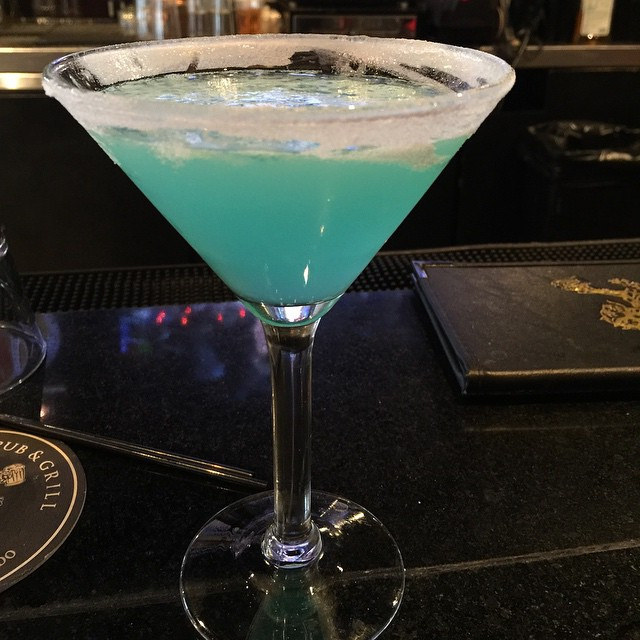
Un Lemon Drop al mirtillo servito con una crusta di zucchero
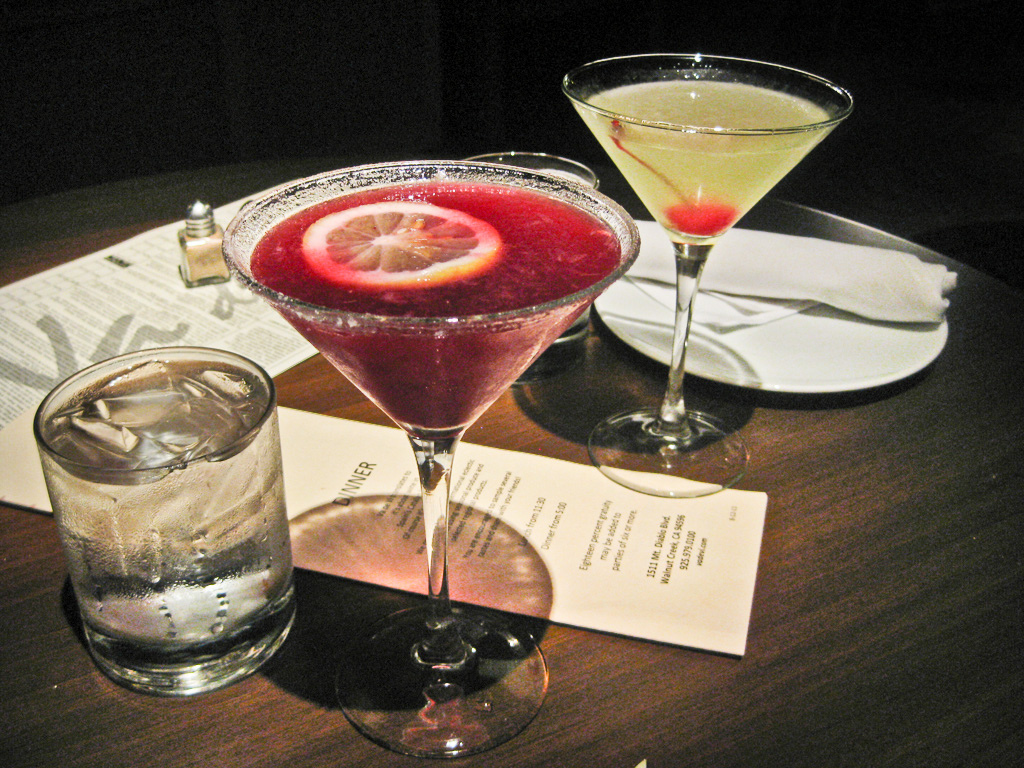
Un Lemon Drop al mirtillo (di fronte) e un Appletini (dietro)
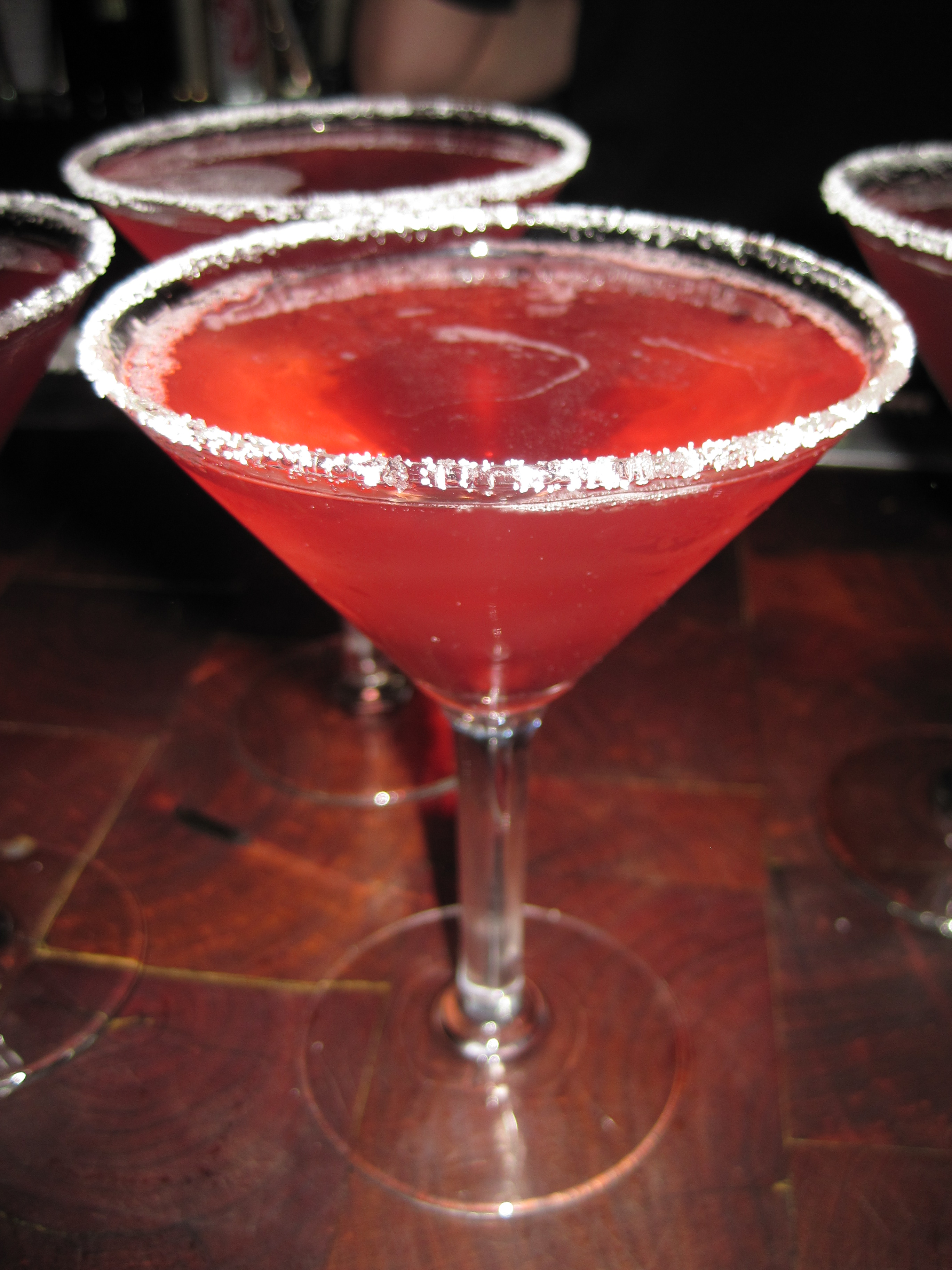
Un Lemon Drop Martini preparato con liquore al lampone
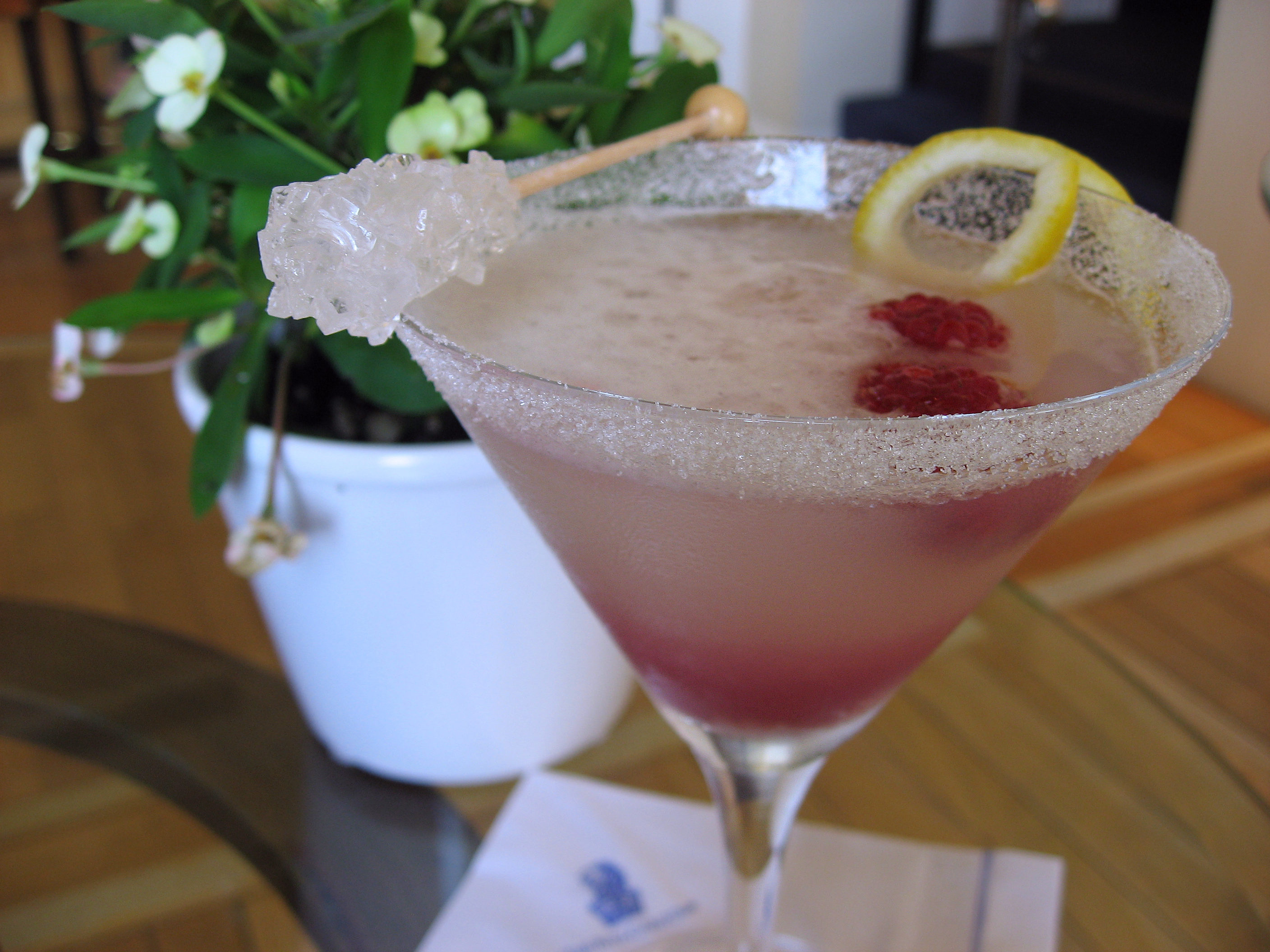
Un Lemon Drop al lampone decorato con un lampone, un twist di limone e un cristallo di zucchero